# Diane Papalia
Diane E. Papalia es una psicóloga estadounidense, especialista en el desarrollo cognitivo, sobre todo del desarrollo infantil y conocida por sus libros de texto, especialmente como coautora, con Sally Wendkos Olds, del Psicología, y con Wendkos Olds y Ruth Duskin Feldman, del Desarrollo humano.
Obtuvo su doctorado en psicología en 1971 de Universidad de Virginia Occidental.

## Publicaciones
- A Child's World - con Ruth Duskin Feldman
- Psicología - con Sally Wendkos Olds (McGraw-Hill)
- Adult Development and Aging - con Cameron J. Camp y Ruth Duskin Feldman
- Desarrollo humano - con Sally Wendkos Olds y Ruth Duskin Feldman[4]